# 4442 Garcia
4442 Garcia è un asteroide della fascia principale del diametro medio di circa 14,67 km. Scoperto nel 1985, presenta un'orbita caratterizzata da un semiasse maggiore pari a 2,9989233 UA e da un'eccentricità di 0,2479966, inclinata di 15,10067° rispetto all'eclittica.